# Ulf Linde
Pour les articles homonymes, voir Linde.
Ulf Harald Linde est un critique d'art, écrivain et directeur de musée suédois, né le 15 avril 1929 à Stockholm et mort le 12 octobre 2013.

## Biographie
Le 10 février 1977, il est élu membre de l'Académie suédoise. À ce poste, il a succédé au prix Nobel Eyvind Johnson. Linde a dirigé la galerie Thiel à Stockholm entre 1977 et 1997.

## Référence
1. ↑  (sv) Jonas Fröberg, « Ulf Linde död / SvD », sur Svenska Dagbladet (consulté le 27 septembre 2021).
2. ↑  Thiel Gallery/Thielska galeriet